# 月岡弘一
月岡 弘一（つきおか ひろかづ、1990年2月2日 - ）は、日本の俳優。神奈川県出身。主な出演作品は舞台「片恋。」。好きなスポーツはテニス、野球、卓球、水泳。

## 出演

### 舞台
- 2010年10月：BB団「渾沌鶏〜マロカレタルトリ」（中目黒ウッディーシアター）
- 2010年12月：「ろくでなしBLUES」（銀河劇場）
- 2011年8月：「in the blue」（SPACE107） - 横山 役
- 2011年11月：「リバースヒストリカ」（シアターサンモール） - 小川 役
- 2013年3月：ソラリネ。#06「僕たちの町は一ヶ月後ダムに沈む」（上野ストアハウス） - 西村学 役
- 2013年7月：ソラリネ。#08「青春ガチャン」（上野ストアハウス） - 清彦 役
- 2013年9月：「ココニイルカラ」（八幡山ワーサルシアター）
- 2014年1月 - 3月：「一郎ちゃんがいく。」（青山円形劇場 / 近鉄アート館）
- 2014年8月：ソラリネ。#13「幸福の王子/unreal」（上野ストアハウス） - ウィル 役
- 2014年12月：ソラリネのユメvol.7「ふるこーす」（自由が丘ギャラリーサイズ） - ウンカイソウタ 役
- 2015年6月：「The Last Rose Of Summer」（ザムザ阿佐谷） - 水谷悟郎 役
- 2015年8月：「片恋。」（中野ザ・ポケット） - 主演：吉澤崇史 役
- 2015年10月 - ：「ちっちゃな英雄（ヒーロー）」（サンリオピューロランド内フェアリーランドシアター） - ロベルト 役
- 2016年1月：「コミックジャック―RETURN2016―」（紀伊國屋サザンシアター） - ロベルト 役
- 2016年2月：「SHOW BY ROCK!! MUSICAL～唱え家畜共ッ!深紅色の堕天革命黙示録ッ!～」（Zeppブルーシアター六本木） - カイ 役
- 2016年4月：「毛皮のマリー」（新国立劇場 中劇場 / パルコ劇場 / KAAT神奈川芸術劇場 / 東京エレクトロンホール宮城　ほか）
- 2016年6月：「オタッカーズ・ハイ」（下北沢 小劇場B1） - 佐治 役
- 2016年8月：ミュージカル「TARO URASHIMA」（明治座） - ツメタクシ鯛 役
- 2016年10月：「Luna Rossa」（シアターグリーン BIG TREE THEATER） - リク 役
- 2016年12月：「DAISY PULLS IT OFF」（新宿シアターサンモール） - トリクシー・マーティン 役
- 2016年12月 - ：「ちっちゃな英雄（ヒーロー）」（サンリオピューロランド内フェアリーランドシアター） - ロベルト 役
- 2017年6月：「厨病激発ボーイ」（CBGKシブゲキ‼） - 市ノ瀬 役
- 2017年8月：戦国御伽絵巻「ヒデヨシ」（紀伊國屋ホール） - 顕如 役
- 2017年9月 - ：「ちっちゃな英雄（ヒーロー）」（サンリオピューロランド内フェアリーランドシアター） - 主演：ジョージ 役[1]
- 2017年11月20日：「potluck13」（原宿アストロホール）
- 2018年2月：丸福ボンバーズ第十回公演「バカの王様」
- 2018年9月4日-9日：「最遊記歌劇伝-異聞」（東京ドームシティ シアターGロッソ）- 丸福 役
- 2019年1月30日-2月10日：「いえないアメイジングファミリー」（テアトルBONBON）
- 2019年3月20日-：「大正☆クインテット」（座・高円寺2）
- 2019年5月14日-19日：「天爛のパティシエ」（八幡山ワーサルシアター）- 皆川 役
- 2019年7月4日-7日：「ブアメード」（築地ブディストホール）- 柴谷王子 役
- 2019年7月30日-8月4日：WBB plus「ギャングアワー」（中野ザ・ポケット）

### ドラマ
- ゼクシィ「プラチナ男子 Channel "ハナムコの本音"」（Webドラマ）
- 2012年9月：リクルート「ライフスタイル」（Webドラマ） - 美容師 役
- 2014年7月：「Dr.検事モロハシ～新たなる生命～」（フジテレビ）
- 2015年1月：「デート～恋とはどんなものかしら～」第1話（フジテレビ）
- 2015年10月：YouTubeショートドラマ「ラストキス」
- 2015年12月：「私たちがプロポーズされないには、101の理由があってだな　シーズン2」#31（LaLaTV） - 二股男：田中 役
- 2016年1月：「女子会プロレス」#2（Eテレ） - 中神 役
- 2016年12月：菊池建設株式会社就活ドラマ「ザ・ベンチャーコンストラクター」（テッペンからの景色Ⅳ）（Webドラマ）
- 2017年7月：『めがだん』「本屋のめがねくん」（GYAO!） - 本屋の客 役